# إميليو إنسوليرا
إميليو إنسوليرا (بالإنجليزية: Emilio Insolera) هو منتج ومنتج أفلام وممثل إيطالي، ولد في 29 يناير 1979 ببوينس آيرس في الأرجنتين.

## وصلات خارجية
- إميليو إنسوليرا على موقع IMDb (الإنجليزية)
- إميليو إنسوليرا على موقع ألو سيني (الفرنسية)
- إميليو إنسوليرا على موقع أول موفي (الإنجليزية)
- إميليو إنسوليرا على موقع قاعدة بيانات الفيلم (الإنجليزية)
- إميليو إنسوليرا على موقع كينوبويسك (الروسية)